# Quantez Robertson
Pour les articles homonymes, voir Robertson.
Quantez Robertson, né le 16 décembre 1984 à Cincinnati, Ohio, est un joueur américain de basket-ball. Il évolue au poste d'arrière.

## Biographie
Robertson n'est pas sélectionné lors de la draft 2009 de la NBA.
Début septembre 2009, il signe son premier contrat professionnel en Allemagne avec le Francfort Skyliners.
Le 21 juin 2010, il resigne avec les Skyliners pour une nouvelle saison.
Le 4 juillet 2011, il prolonge une saison supplémentaire en Allemagne.
Le 29 avril 2013, il prolonge son contrat jusque 2016 avec Francfort.
Le 4 juin 2016, il signe un nouveau contrat de trois ans avec l'équipe allemande.

## Statistiques

### Universitaires
Les statistiques en matchs universitaires de Quantez Robertson sont les suivantes :
| Saison    | Équipe | Matchs | Titul. | Min./m | % Tir | % 3pts | % LF | Rbds/m. | Pass/m. | Int/m. | Ctr/m. | Pts/m. |
| --------- | ------ | ------ | ------ | ------ | ----- | ------ | ---- | ------- | ------- | ------ | ------ | ------ |
| 2005-2006 | Auburn | 28     | 28     | 35,2   | 35,9  | 36,4   | 68,4 | 4,14    | 4,64    | 1,32   | 0,32   | 7,89   |
| 2006-2007 | Auburn | 32     | 32     | 33,8   | 45,0  | 30,6   | 72,6 | 3,81    | 5,00    | 1,69   | 0,22   | 8,28   |
| 2007-2008 | Auburn | 30     | 30     | 37,5   | 41,1  | 34,8   | 75,3 | 4,97    | 4,07    | 2,10   | 0,20   | 7,80   |
| 2008-2009 | Auburn | 36     | 35     | 27,8   | 39,4  | 23,6   | 62,3 | 3,92    | 3,17    | 1,53   | 0,25   | 6,03   |
| Total     |        | 126    | 125    | 33,3   | 40,5  | 31,4   | 68,8 | 4,19    | 4,17    | 1,66   | 0,25   | 7,44   |

### Professionnelles
| Saison    | Équipe              | Matchs | Titul. | Min./m | % Tir | % 3pts | % LF | Rbds/m. | Pass/m. | Int/m. | Ctr/m. | Pts/m. |
| --------- | ------------------- | ------ | ------ | ------ | ----- | ------ | ---- | ------- | ------- | ------ | ------ | ------ |
| 2009-2010 | Francfort Skyliners | 34     |        | 25,2   | 45,0  | 37,8   | 64,3 | 3,9     | 2,1     | 1,3    | 0,1    | 6,4    |
| 2010-2011 | Francfort Skyliners | 30     |        | 27,5   | 44,5  | 27,9   | 70,7 | 5,1     | 1,8     | 0,9    | 0,2    | 7,7    |
| 2011-2012 | Francfort Skyliners | 34     | 33     | 34,0   | 41,2  | 17,7   | 75,3 | 4,44    | 2,29    | 1,24   | 0,21   | 7,50   |
| 2012-2013 | Francfort Skyliners | 34     | 34     | 37,1   | 40,6  | 29,8   | 75,0 | 6,32    | 2,85    | 1,91   | 0,26   | 10,76  |
| 2013-2014 | Francfort Skyliners | 21     | 20     | 32,1   | 39,9  | 27,3   | 75,6 | 4,81    | 2,95    | 1,43   | 0,10   | 9,24   |
| 2014-2015 | Francfort Skyliners | 37     | 37     | 33,3   | 42,9  | 33,3   | 80,9 | 4,43    | 3,19    | 1,41   | 0,22   | 11,11  |
| 2015-2016 | Francfort Skyliners | 41     | 41     | 29,7   | 41,2  | 36,8   | 78,7 | 3,54    | 2,95    | 1,51   | 0,10   | 9,90   |

## Clubs successifs
- 2005-2009 :  Tigers d'Auburn (NCAA)
- depuis 2009 :  Francfort Skyliners (Beko BBL)

## Palmarès
- MVP du Final Four de la Coupe d'Europe FIBA (2016)
- Vainqueur de la Coupe d'Europe FIBA (2016)
- BBL Best Defensive Player (2016)
- BBL All-Star (2016)